# The Star Reporter
Ne doit pas être confondu avec Star Reporter.
Pour plus de détails, voir Fiche technique et Distribution.
The Star Reporter est un film britannique réalisé par Michael Powell, sorti en 1932.

## Synopsis
Mandel persuade Lord Longbourne de tromper les assurances, en faisant semblant de voler un diamant appartenant à 
Lady Susan, sa fille, et lui promet de lui rendre le diamant ensuite, alors qu'en réalité, il veut le garder. Un journaliste, qui travaille sous couverture en tant que chauffeur de Lady Susan, dans l'espoir de pouvoir en faire un article, est témoin du vol. Il poursuit les voleurs dans leur repaire et récupère le bijou après une lutte sur les toits qui se termine par la chute de Mandel.

## Fiche technique
- Titre original : The Star Reporter
- Réalisation : Michael Powell
- Scénario : Philip MacDonald, Ralph Smart
- Direction artistique : Frank Wells
- Photographie : Geoffrey Faithfull
- Production : Jerome Jackson
- Société de production : Film Engineering Company
- Société de distribution : Fox Film Company
- Pays d’origine :  Royaume-Uni
- Langue originale : anglais
- Format : noir et blanc — 35 mm — 1,37:1 — son Mono
- Genre : Film policier
- Durée : 44 minutes
- Dates de sortie : 
  -  Royaume-Uni : 9 mai 1932

## Distribution
- Harold French : Major Starr
- Isla Bevban : Lady Susan Loman
- Garry Marsh : Mandel
- Spencer Trevor : Lord Longbourne
- Antony Holles : Bonzo
- Noel Dainton : Colonel
- Elsa Graves : Oliver
- Philip Morant : Jeff